# Thomas von Arx
Thomas von Arx (* 20. Dezember 1984 in Olten; heimatberechtigt in Oensingen) ist ein Schweizer Politiker (SVP). 2023 wurde er Mitglied des Solothurner Kantonsrats.

## Politische Karriere
2017 trat von Arx das erste Mal zu einer Wahl für ein öffentliches Amt an, an den Gemeinderatswahlen 2017 in der Gäuer Zentrumsgemeinde Oensingen. Wiedergewählt wurde der bisherige Amtsinhaber (Georg Schellenberg) und von Arx wurde mit nur knapp weniger Stimmen erster Ersatz. Er nahm dafür Einsitz in ersten öffentlichen Ämtern auf Kommunalebene und wurde in die Bau- und Planungskommission sowie in den Zweckverband ARA Falkenstein gewählt. Im Folgejahr gründete von Arx die SVP Oensingen, welche er bis 2023 präsidierte. Ende 2020 gelang von Arx doch der Einzug in die Exekutive. Er verantwortete als Ressortleiter die Infrastruktur (heute "Umwelt und Verkehr") und nahm von Amtes wegen zusätzlich Einsitz in der Werkkommission sowie der Energiestadtkommission. Bei der Erneuerungswahlen des Gemeinderats im 2021 gelang von Arx die Wiederwahl als Gemeinderat mit den zweitmeisten Stimmen gleich hinter dem amtierenden Gemeindepräsidenten. Die SVP Oensingen konnte sich unter von Arx Führung gleich an den ersten Gemeinderatswahlen der Parteigeschichte zur zweitstärksten Kraft nach der CVP positionieren und die Anzahl Kommissionsmitglieder vervierfachen.
Bei den Kantonsratswahlen am 7. März 2021 trat von Arx das erste Mal auf kantonaler Ebene an. Hätten zwischen der CVP und GLP keine Listenverbindungen bestanden, hätte von Arx für die SVP Thal-Gäu einen zusätzlichen, vierten Sitz holen können. Es blieb dann wie bei den ersten Gemeinderatswahlen nur beim ersten Ersatz. Seit 2022 präsidiert von Arx die SVP Thal-Gäu, welche zusammen mit ihren Ortsparteien die SVP-Wählerinnen und Wähler der zum Wahlkreis Thal-Gäu gehörenden 16 Gemeinden vertritt. Als Präsident der SVP Thal-Gäu nimmt von Arx Einsitz in der Parteileitung der SVP Kanton Solothurn. Im April 2023 zog von Arx als erster Gäuer-Vertreter der SVP Thal-Gäu in den Kantonsrat des Kantons Solothurn ein. Er vertritt den Kanton Solothurn in der Interparlamentarischen Konferenz der Nordwestschweiz (IPK) und ist er Mitglied der parlamentarischen Gruppen "Wirtschaft und Gewerbe" sowie "Haus und Grundeigentum".
Auf nationaler Ebene kandidierte von Arx das erste Mal an den Nationalratswahlen vom 22. Oktober 2023, jedoch nicht auf der Hauptliste (SVP Kanton Solothurn), womit ihm der Einzug auf nationaler Ebene nicht gelang.

## Politisches Profil
Von Arx vertritt und setzt sich ein für die Werte der Schweizerischen Volkspartei, eine freie Marktwirtschaft, eine gesunde Zuwanderung, den Erhalt und die Stärkung der Landwirtschaft sowie für einen starken Mittelstand.

## Leben
Von Arx ist wohnhaft und aufgewachsen in Oensingen. Er hat die Schulen in Oensingen und Balsthal (Progymnasium) besucht und die Ausbildung zum Kaufmann, mit Weiterbildung zum Marketingfachmann, absolviert. Er ist vor allem verankert in der Telekom-Branche. In der Schweizer Armee ist von Arx Unteroffizier im Grad des Wachtmeisters (Einheit: Infanterie/Füsilier).